# Babur
Ẓahīr al-Dīn Muḥammad, meglio noto col nome regale Bābur (in persiano ﻇﻬﻴﺮ ﺍﻟﺪﻳﻦ محمد‎; in hindi: ज़हिर उद-दीन मुहम्मद; Andijan, 14 febbraio 1483 – Agra, 26 dicembre 1530), fu il fondatore della dinastia Moghul in India. Discendente diretto di Tamerlano, riuscì con una lunga serie di successi militari a fondare uno degli imperi più importanti e potenti, non solo della storia dell'India.

## Formazione
Ẓahīr al-Dīn Muḥammad - noto come Bābur (in persiano بابُر‎) - nacque il 14 febbraio 1483 nella città di Andijān, importante tappa di un ramo della Via della seta, tra Kashgar (nell'attuale Xinjiang cinese), Osh (nell'attuale Kirghizistan), e Kokand (nella parte occidentale della valle di Fergana, nell'attuale Uzbekistan).
Era figlio maggiore del signore timuride della valle di Fergana, ʿUmar Shaykh Mīrzā, e di sua moglie, la nobile Ṭughlāq Nigār Khānūm, discendente diretta di Gengis Khan. Sebbene appartenesse alla tribù nomade mongola dei Barlas, la sua famiglia abbracciò la cultura delle popolazioni turki e persiane, convertendosi alla religione islamica e aderendo alla scuola giuridica sciafeita.
Sua lingua madre era il mongolo ciagatai (che lui stesso chiamava Tōrki, ovvero Turki) ma era a suo perfetto agio anche con il persiano, considerato lingua veicolare della cultura islamica e lingua franca di tutta l'élite della dinastia timuride. La sua autobiografia, il Bāburnāme ovvero Il libro di Bābur, fu da lui scritta comunque in lingua ciagatai, e in essa si legge:
Quindi Bābur, anche se formalmente mongolo (o Mo[n]gol, in persiano), traeva gran parte del suo sostegno dalle popolazioni turche e iraniche dell'Asia centrale; di conseguenza il suo esercito era di variegata composizione etnica, comprendendo persiani (tagiki o sart, come li chiamava lui), pashtun e arabi, oltre a barlas e ciagatai turco-mongoli (la stirpe di Ciagatai, figlio di Gengis Khan). Vi era anche una componente di combattenti Kizilbaş (Teste rosse): un ordine religioso militare transfuga dal sunnismo turco e passato allo sciismo persiano; in seguito tale componente sarebbe divenuta di grande importanza alla corte dei Moghul.
La tradizione vuole che Bābur fosse molto forte e prestante fisicamente, tanto da essere in grado di caricare un uomo su ciascuna delle spalle, e che amasse attraversare a nuoto ogni fiume che incontrava sul suo cammino, compreso per ben due volte il Gange.

### Il nome
Ẓahīr al-Dīn è più comunemente noto come Bābur, una parola di origini indo-europee che significherebbe "leopardo", "pantera" o "tigre" (persiano: babr). Il cugino di Bābur, Mīrzā Muḥammad Ḥaydar, scrisse infatti:

## Carriera militare
Nel 1494 a soli dodici anni di età, Bābur ottenne il suo primo ruolo di prestigio, prendendo il posto di suo padre come governatore della città di Fergana, nell'attuale Uzbekistan orientale. Tuttavia i suoi zii cercarono incessantemente di privarlo di questa carica, e per questo motivo Bābur trascorse buona parte della sua giovinezza senza una vera casa e spesso in esilio forzato (non di rado a Osh in Kirghizistan, dove si possono tuttora visitare i diroccati presunti resti della sua casa), aiutato solo da amici e contadini. Nel 1497 egli attaccò la uzbeka Samarcanda e dopo sette mesi di assedio riuscì a conquistarla. Durante questo periodo, una ribellione divampata tra i nobili del suo governatorato lo privò di Fergana. Lungo la marcia verso la città, della quale intendeva riprendere possesso, Bābur subì la defezione di gran parte dei suoi soldati rimasti a Samarcanda, perdendo così entrambe le città.

Ritratto di Muḥammad Shaybānī, che sconfisse Bābur a Samarcanda nel 1501

Nel 1501, riuscì a riconquistare Samarcanda, che però perse quasi subito, sconfitto dal suo più acre nemico, il khan degli Uzbeki Muḥammad Shaybānī. Fuggì quindi da Fergana e si nascose in esilio. Bābur trascorse i successivi tre anni a raccogliere un potente esercito, reclutando uomini soprattutto tra i Tagiki della regione del Badakhshan. Fu così che nel 1504 varcò le cime innevate dell'Hindu Kush e prese Kabul, conquistando con una tattica audace e rischiosa un nuovo e ricchissimo regno e assumendo l'ambizioso titolo di Padishāh (Re dei re).
Nel 1505 Bābur si alleò con il sovrano di Herāt, Ḥusayn Bayqara, anch'egli appartenente alla dinastia dei Timuridi e suo lontano parente; insieme, Bābur e Ḥusayn Bāyqarā si approntarono a combattere l'usurpatore. L'inaspettata morte del suo alleato nel 1506 costrinse Bābur a ritardare l'impresa, cercando nel frattempo di insediarsi a Herāt, ma dovendovi alla fine rinunciare per mancanza di risorse e approvvigionamenti. Tuttavia rimase straordinariamente impressionato dalla ricchezza culturale e intellettuale di Herāt, e soprattutto dal poeta di etnia uigura Mīr ʿAlī Shīr Navāʾī, che incoraggiò l'impiego del ciagatai come lingua letteraria. Fu forse per questo che lo stesso Bābur se ne servì per la stesura delle sue memorie.
Il fermentare di una rivolta lo indusse successivamente a tornare a Kabul da Herāt. Lì, riuscì ad imporsi con la forza delle armi, ma due anni più tardi una rivolta tra alcuni dei suoi generali più importanti lo cacciò dalla città. Fuggito con pochissimi compagni, dopo breve tempo Bābur fu di ritorno, riprendendo Kabul e ottenendo l'atto di sottomissione dei ribelli. Nel 1510 poco prima della morte in battaglia dell'uzbeko Muḥammad Shaybānī Khān Özbeg (917-1512), per opera del safavide Shāh di Persia Ismāʿīl I, Bābur colse l'opportunità per lanciarsi alla riconquista dei suoi ancestrali territori timuridi.
Negli anni immediatamente successivi, Bābur e lo scià Ismāʿīl formarono un'alleanza per cercare di conquistare parte dell'Asia Centrale. In cambio dell'assistenza di Ismāʿīl, Bābur accettò di diventare vassallo dei Safavidi. Come ricompensa, Ismāʿīl riconsegnò a Bābur la sorella Khānzāda, che era stata imprigionata e costretta a sposare il defunto Muḥammad Shaybānī. Ottenuti anche molti ricchi e lussuosi doni, oltre all'assistenza militare, Bābur ricambiò adottando l'abbigliamento e i costumi dei musulmani sciiti, di cui lo Scià di Persia era diventato il principale esponente.
Con l'assistenza persiana, Bābur marciò su Bukhara, dove il suo esercito fu apparentemente accolto da liberatore. In quanto timuride, Bābur appariva maggiormente legittimato rispetto agli Uzbeki. Nell'ottobre del 1511 fece un trionfale rientro a Samarcanda dopo dieci anni di assenza. Abbigliato alla moda sciita, torreggiò rigidamente sulle folle sunnite radunatesi per accoglierlo in trionfo. Tutto questo era fatto per compiacere i Persiani, di cui Bābur era conscio di aver ancora bisogno, temendo ancora gli Uzbeki (come scrisse suo cugino Haydar). La cosa gli mise contro la componente sunnita dei suoi nuovi sudditi e finì col portare al ritorno degli Uzbeki otto mesi più tardi.

## Conquista dell'India settentrionale

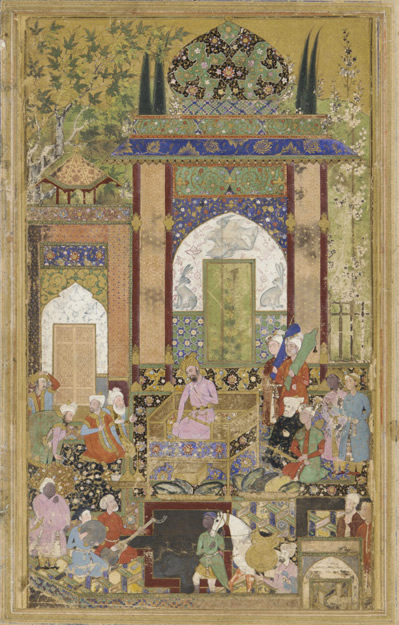
Bābur riceve un cortigiano (1589)

I Safavidi furono però sconfitti nella battaglia di Ghujduwān e Bābur perse Samarcanda e dovette tornare nel 1512 a Kābul.
Scrivendone in retrospettiva, Bābur disse di aver fallito nel conquistare Samarcanda, che era il più grande dei regali che Allah potesse concedergli. Aveva ormai rinunciato a ogni speranza di riprendere la sua signoria di Fergana, e, anche se temeva terribilmente un'aggressione uzbeka da ovest, la sua attenzione si rivolse sempre più verso l'India.
Affermava infatti di essere il vero e legittimo monarca delle terre della dinastia dei Sayyid, in quanto si considerava il legittimo erede del trono di Tamerlano. Era stato appunto Tamerlano ad aver originariamente lasciato Khiżr Khān come suo vassallo nel Punjab, e quest'ultimo era diventato signore (sultano) del sultanato di Delhi, fondando la succitata dinastia. Tuttavia la dinastia Sayyid era stata sloggiata da Ibrāhīm Lōdī (o Lōdhī), un afghano dei Ghilzai, e Bābur pretendeva che il territorio gli fosse restituito. Quindi, mentre raccoglieva attivamente la forza militare necessaria per l'invasione del Punjab, inviò una richiesta a Ibrāhīm Lōdī, reclamando "i paesi che anticamente dipendevano dai Turchi", ovvero le terre del sultanato di Delhi.
Data la ovvia contrarietà di Ibrāhīm Lōdī ad accettare i termini della richiesta, e pur non avendo alcuna fretta di effettuare una vera e propria invasione, Bābur procedette a diverse incursioni preliminari, nel cui corso prese Kandahār, luogo strategico per respingere eventuali attacchi a Kabul mentre era occupato in India. L'assedio tuttavia durò molto più del previsto, e soltanto tre anni più tardi Kandahār e la sua formidabile cittadella furono conquistate. Da quel momento ripresero le incursioni in India, ma fu nel loro corso che si presentò l'occasione di una spedizione ben più ambiziosa: ovvero un attacco a Parwala, roccaforte dei Gakhar (1521), che portò alla fine dell'impero di Ibrāhīm Lōdī.
La parte di memorie di Bābur riferita al periodo tra il 1508 e il 1519 manca. Nel corso di quegli anni lo Scià safavide Ismāʿīl I subì una grossa sconfitta allorché il suo grande esercito basato sulla cavalleria fu annientato alla battaglia di Cialdiran dalla nuova arma dell'Impero ottomano, il moschetto a miccia. Pare comunque che sia lui, sia Bābur, si fossero procurati rapidamente a loro volta questa tecnologia. Bābur inoltre assunse un ottomano, Ustad ʿAli, per addestrare le sue truppe.

### La battaglia contro Ibrāhīm Lōdī
Mentre i Timuridi erano uniti, gli eserciti della dinastia Lōdī (o Lōdhī) erano lungi dall'esserlo. Ibrāhīm era largamente detestato, persino tra i suoi nobili, e furono proprio diversi dei suoi nobili afghani a richiedere l'intervento di Bābur, il quale raccolse un esercito di 12.000 uomini ed entrò in India. Il numero si andò via via ingrossando con il progredire dell'avanzata, dato che molti uomini delle popolazioni locali si unirono all'esercito invasore. Il primo scontro importante tra le due forze avvenne alla fine di febbraio del 1526. Il figlio prediletto di Bābur, Humāyūn (allora diciassettenne), guidò l'esercito timuride in battaglia contro le prime avanguardie di Ibrāhīm. La sua vittoria costò maggiori fatiche rispetto alle scaramucce precedenti, ma fu una vittoria decisiva. Furono fatti più di cento prigionieri, unitamente a otto elefanti. Tuttavia, diversamente dal passato, questi prigionieri non furono incatenati o liberati, ma per ordine di Humāyūn vennero fucilati. Nelle sue memorie Bābur riferì: "A Ustad ʿAli-quli e ai moschettieri fu ordinato di fucilare i prigionieri a mo' di esempio; era stata la prima impresa di Humāyūn, la sua prima esperienza di combattimento, fu un ottimo presagio". Si tratta forse del più antico esempio di uso di un plotone d'esecuzione.
Ibrāhīm Lōdī avanzò con 100.000 soldati e 100 elefanti, mentre l'esercito di Bābur, sebbene cresciuto in forze, contava la metà degli effettivi, forse addirittura soltanto 25.000 uomini. Nella battaglia di Pānīpat (21 aprile 1526) Ibrāhīm Lōdī fu sgozzato e il suo esercito messo in rotta, dopo di che Bābur si impossessò rapidamente sia di Delhi sia di Āgrā. Lo stesso giorno Bābur aveva infatti ordinato a Humāyūn di avanzare fino alla seconda città (già capitale di Ibrāhīm) per metterne al riparo dai saccheggi i tesori e le risorse. Lì, Humāyūn trovò i parenti del Rāja di Gwalior (morto a Panipat), che cercavano rifugio dagli invasori, terrorizzati da quanto avevano sentito raccontare sui Mongoli. Ottenuta la garanzia della salvezza, essi regalarono al loro nuovo signore un famoso gioiello, il diamante che a lungo fu il più grosso del mondo, il Koh-i-Noor, la "Montagna di luce".

### Le battaglie con i Rajput
Sebbene ormai signore di Delhi e Agra, Bābur riferisce nelle sue memorie di avere trascorso notti insonni per le continue preoccupazioni provocategli da Rana Sanga, signore Rajput di Mewar. Prima dell'intervento di Bābur, i Rajput avevano conquistato parte dei territori del sultanato e governavano una vasta zona a sudovest dei suoi nuovi possedimenti, comunemente nota come Rajputana. Non si trattava tuttavia di un Regno Unito, ma piuttosto di una confederazione di signorie sotto l'informale sovranità di Rana Sanga.
I Rajput avevano probabilmente avuto notizia delle forti perdite inflitte da Ibrāhīm Lōdī alle forze di Bābur, quindi erano convinti di poter conquistare Delhi e forse persino tutto l'Hindustan, nella speranza di poterlo riportare in mani Rajput-indu per la prima volta da 330 anni, ovvero da quando Muḥammad di Ghor aveva sconfitto Prithviraj III, re Chauan dei Rajput (1192).
Inoltre i Rajput erano al corrente del fatto che tra i ranghi dell'esercito di Bābur vi erano dissapori. La caldissima estate indiana era piombata su di loro e gran parte delle truppe voleva tornare a casa nei climi più freschi dell'Asia Centrale. La fama di valore dei Rajput li aveva preceduti e la loro superiorità numerica intimoriva le forze di Bābur. Invece Bābur aveva deciso di trasformare la situazione favorevole in una più ampia conquista e di spingersi ancora di più all'interno dell'India, in territori mai reclamati prima di allora dai Timuridi. Quindi aveva bisogno delle sue truppe per sconfiggere i Rajput. Nonostante la resistenza dell'esercito a impegnarsi in ulteriori attività belliche, Bābur era convinto di poter prevalere sui Rajput e conquistare il controllo completo dell'Hindustan. Quindi propagandò ampiamente il fatto che per la prima volta avrebbe dovuto battersi contro non-musulmani, ovvero kāfir (infedeli). Dopo di che impose ai suoi uomini di mettersi in fila per giurare sul Corano che a nessuno di loro sarebbe "venuto in mente di voltare le spalle al nemico o di ritirarsi da questo scontro mortale finché la vita non gli [fosse] strappata dal corpo". A quel punto cominciò ad attribuirsi la denominazione di Ghazi, ovvero Guerriero per la causa islamica, titolo giù usato da Tamerlano quando aveva combattuto in India.
I due eserciti si scontrarono a Khanwa, 40 miglia a ovest di Agra. Dapprima vittorioso, Sanga morì nel giro di un anno, forse avvelenato da uno dei suoi stessi ministri. In quel modo scompariva uno dei principali avversari di Bābur. In cambio del pagamento di un regolare tributo, il nuovo signore consentì ai principi Rajput di mantenere il controllo dei loro principati, oltre che i loro costumi e tradizioni.

## Consolidamento della conquista
Bābur era ormai il signore indiscusso dell'Hindustan (espressione che un tempo indicava l'India nordoccidentale e la piana del Gange) e iniziò un periodo di ulteriore espansione. A ciascuno dei nobili o ʿumarāʾ che nominava fu consentito formare un proprio esercito. E, onde favorire le mire espansionistiche imperiali, a molti furono assegnate come jaghir terre ancora da conquistare, liberando in tal modo Bābur da molti dei problemi connessi con il reclutamento di truppe. Nel contempo assegnò ai propri figli le province più lontane dal suo nuovo centro di operazioni: a Kamran fu assegnato il controllo di Kandahar, ad Askari quello del Bengala e a Humāyūn il governo del Badakshān, forse la provincia più remota dell'impero in espansione.
Con l'aiuto di Ustad ʿAli, inoltre, Bābur continuò a usare nuove tecnologie per migliorare il proprio esercito. Oltre alle armi da fuoco, i due provarono nuovi tipi di armamenti da assedio, come i cannoni, che Bābur ricorda essere capaci di sparare una grossa pietra alla distanza di quasi un miglio (anche se, aggiunge, il test iniziale lasciò sul terreno morti nove spettatori innocenti). Oltre a questi, sperimentarono bombe che esplodevano all'impatto. Nell'organizzazione dell'esercito era infine mantenuta la più rigida disciplina, con regolari ispezioni.

## L'architettura

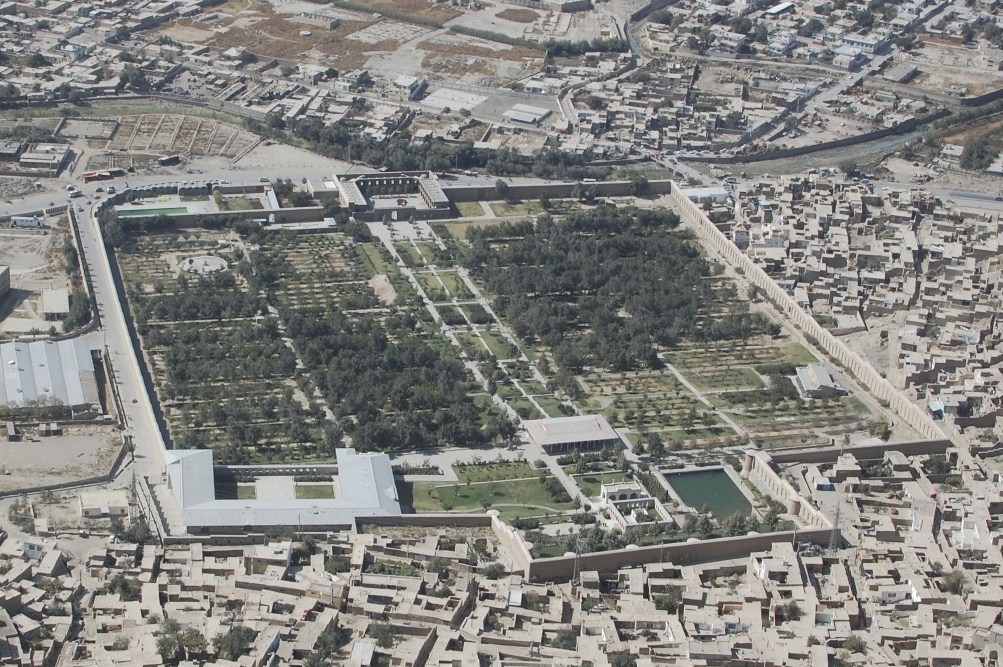
Giardini di Babur

Bābur viaggiò per il paese, ammirandone gran parte del territorio e dei panorami, e diede l'avvio alla costruzione di una serie di strutture in cui le preesistenti volute indù di dettagli scolpiti si mescolavano con i disegni tradizionali musulmani propri di persiani e turchi. Scrisse lui stesso con reverente meraviglia degli edifici di Chanderi, un villaggio scavato nella roccia, e del palazzo del Rāja Man Singh a Gwalior, riferendone nei termini di "palazzi meravigliosi, interamente ritagliati dalla roccia". Fu invece infuriato dalla vista degli idoli giainisti scolpiti sulla superficie della roccia sotto la fortezza di Gwalior. "Questi idoli sono mostrati completamente nudi, senza nemmeno coprirne le parti intime... Ne ho ordinato la distruzione." Per fortuna le statue non furono distrutte completamente, ma ne furono rimossi i genitali e i volti (questi ultimi poi restaurati da scultori moderni).
Per ricordare a sé stesso le terre che si era lasciato alle spalle, Bābur iniziò la creazione di deliziosi giardini in tutti i palazzi e le province, dove usava sedere per trovare ombra dal feroce sole dell'India. Cercò il più possibile di ricreare quelli di Kabul, che riteneva i più belli del mondo e in uno dei quali volle alla fine essere sepolto (il Bāgh-e Bābur, ovvero Giardino di Bābur). "In quell'Hindustan privo di fascino e di ordine, i giardini erano creati senza ordine e simmetria." Quasi trenta pagine delle sue memorie sono occupate da descrizioni della fauna e della flora di quell'Hindustan.

## Grande vita

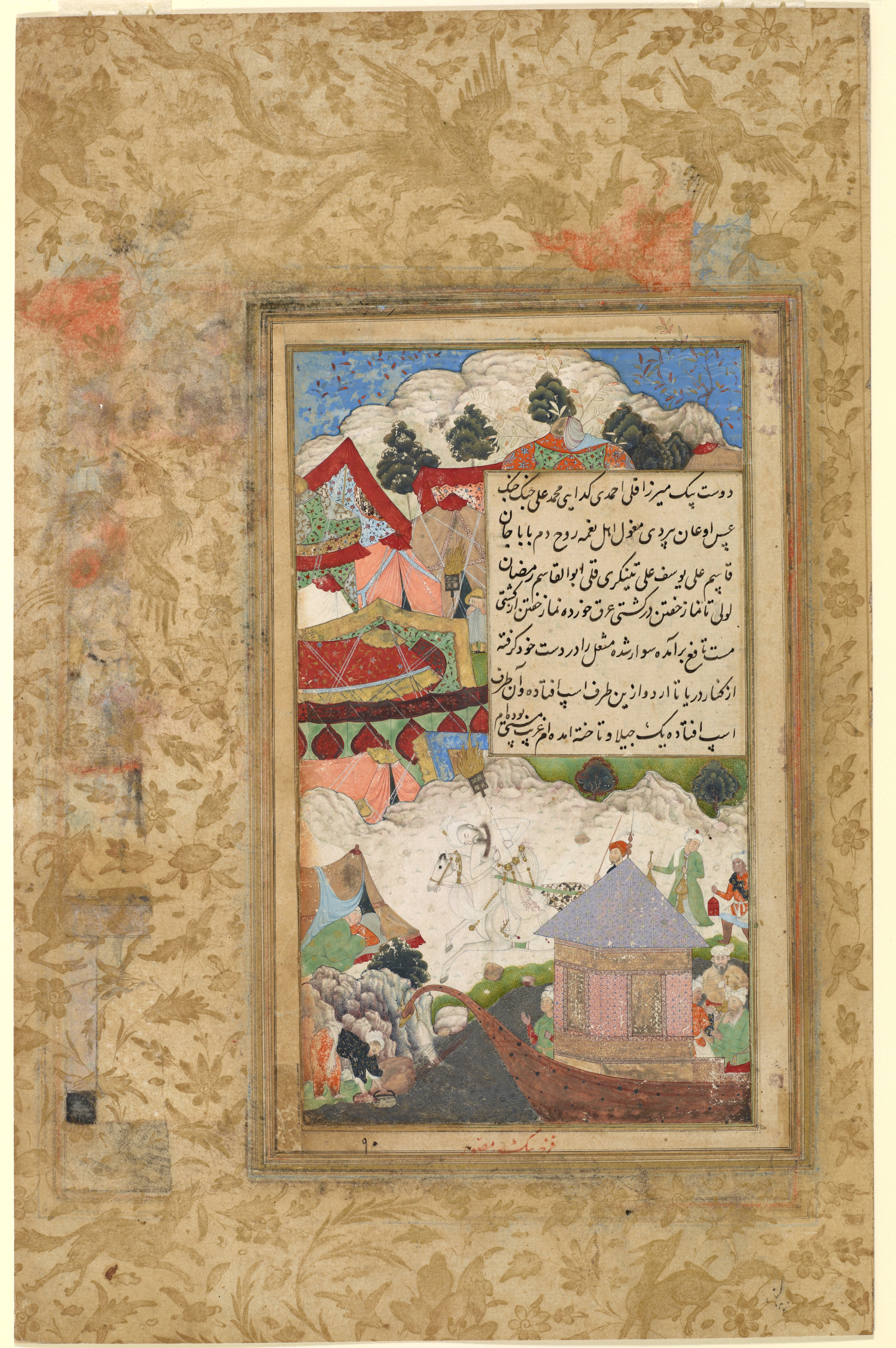
Bābur torna ubriaco all'accampamento (Farrukh Beg, 1589)

Alla fine del 1528 Bābur celebrò una grande festa, o tamasha. Furono riuniti tutti i nobili delle diverse regioni del suo impero, unitamente a ogni nobile che accampasse una discendenza da Tamerlano o Gengis Khan. Si trattava di una celebrazione della sua discendenza chinggiskhanide, e quando gli ospiti furono tutti seduti in semicerchio (con lui al centro), quello più lontano da Bābur era a oltre 100 metri di distanza. L'immenso banchetto fu accompagnato da regali e spettacoli di combattimenti fra animali, lotta, danza e acrobazia. Gli ospiti offrirono all'imperatore tributi in oro e argento e ricevettero a loro volta cinturoni per la spada e mantelli d'onore (khalat). Tra gli ospiti vi erano diversi uzbechi (quelli che avevano cacciato i Timuridi dall'Asia Centrale e in quel momento occupavano Samarcanda), e un gruppo di contadini della Transoxiana, premiati per essersi mostrati amichevoli nei confronti di Bābur e averlo aiutato quando non era ancora un potente signore.
Conclusa la festa, molti dei regali a lui offerti furono mandati a Kabul “per adornare le dame" della sua famiglia. Bābur era eccessivamente generoso per quanto concerneva le ricchezze, tanto che al momento della sua morte i forzieri dell'impero erano quasi vuoti: si ordinò persino alle truppe di restituire al tesoro un terzo dei loro redditi. La stravaganza dell'imperatore non passò inosservata. Era un forte bevitore e consumatore di hashish, forse come mezzi per alleviare i vari malanni di cui soffriva: sputava notoriamente sangue e aveva sul corpo diverse pustole, soffriva di sciatica e altro sangue gli colava dagli orecchi. Le sopra nominate sostanze erano rigorosamente vietate dalle dottrine ortodosse dell'Islam, ma nel Bābur-nāme lui stesso scrive senza censura di suoi parenti di Fergana che consumavano liquori forti in abbondanza. Dunque, lui, un "Guerriero della Fede", indulgeva al proibito (ḥaram).

## L'ultima battaglia
Il 6 maggio 1529 Bābur sconfisse Maḥmūd Lōdī, fratello di Ibrāhīm. Con la battaglia di Ghagra furono così schiacciati gli ultimi residui di resistenza nell'India settentrionale.

## Gli ultimi giorni
Allorché Babur si ammalò seriamente, a Humāyūn fu riferito un complotto dei nobili anziani per mettere da parte i figli e nominare a succedergli Mahdi Khwaja, marito della sorella dell'imperatore. Il giovane principe si precipitò ad Agra, constatando però al suo arrivo che il padre si era ripreso, anche se Mahdi Khwaja aveva perso ogni speranza di diventarne il successore dopo essersi comportato con un'arroganza che eccedeva la sua autorità durante la malattia del signore. Ma una volta raggiunta Agra fu lo stesso Humayun ad ammalarsi, arrivando prossimo a morire.
Si racconta che lo stesso Bābur abbia girato attorno al letto del figlio malato gridando a Dio di prendere la sua vita al posto di quella di figlio. E secondo le tradizioni successive, si ammalò davvero, mentre per converso Humāyūn si riprendeva. Questo tuttavia non sembra tanto preciso, visto che trascorsero alcuni mesi tra la guarigione di Humāyūn e la morte del padre e che la malattia di Bābur fu una faccenda piuttosto improvvisa. Le ultime parole dell'imperatore sembrano rivolte al figlio prediletto, Humāyūn: "Non fare niente contro i tuoi fratelli, anche qualora dovessero meritarselo".
Bābur morì all'età di 48 anni, e, come previsto, a succedergli fu il figlio maggiore, Humāyūn. Avrebbe desiderato essere sepolto nel suo giardino preferito, a Kabul, città che aveva sempre amato, ma fu prima sepolto in un mausoleo ad Agra, sua capitale. Circa nove anni più tardi, tuttavia, le sue volontà furono esaudite da Sher Sha, e fu sepolto in un bel giardino, il Bagh-e Babur a Kabul, ora in Afghanistan. L'iscrizione sulla sua tomba recita (in persiano):

## Matrimoni e discendenza

### Consorti
Babur aveva almeno nove o dieci consorti: 
- Aisha Sultan Begum. Figlia di Ahmed Mirza, si sposarono nel 1499 e venne ripudiata nel 1503.
- Zainab Sultan Begum (morta nel 1506). Figlia di Mahmud Mirza e cugina di Aisha, si sposarono nel 1504.
- Maham Begum (morta nel 1534). Capo consorte e moglie favorita di Babur, si sposarono nel 1506.
- Masuma Sultan Begum (morta nel 1508). Sorellastra di Aisha, si sposarono nel 1507.
- Gulrukh Begum. Sorella di Amir Sultan Ali Mirza Begchik. Si sposarono non oltre il 1512 e morì prima del 1545.
- Dildar Begum. Si sposarono non oltre il 1512.
- Saliha Sultan Begum. Figlia di Mahmud Mirza e Pasha Begum, sorellastra di Zainab, la sua esistenza è controversa, in quanto si ritiene che lei e Dildar potrebbero essere la stessa persona.
- Bibi Mubarika Yusufzai (morta nel 1557 circa). Pashtun degli Yusufzai, si sposarono il 30 gennaio 1519 a Kehraj. Era figlia di Malik Shāyūnh Manṣūr, nipote di Malik Sulaymān Shāh e Taʾūs Khān. Giocò un ruolo importante nel mantenere relazioni positive fra Moghul e Pashtun e riuscì a inserire alcuni suoi parenti alla corte Moghul, fra cui suo fratello minore Mīr Jamāl. Nota a corte come "Afghani Aghacha", fu fra le dame che seguirono Bābur in India nel 1525 e nel 1529 e una delle sue consorti più longeve, morendo all'inizio del regno di suo nipote Akbar, terzo imperatore Moghul.
- Gulnar Aghacha. Concubina circassa.
- Nargul Aghacha. Concubina circassa.

### Figli
Babur aveva almeno nove figli: 
- Humayun (1508 - 1556) - con Maham Begum. Secondo imperatore Moghul.
- Kamran Mirza (1512 - 5 ottobre 1557) - con Gulrukh Begum.
- Askari Mirza (1518 - 5 ottobre 1557) - con Gulrukh Begum.
- Hindal Mirza (1519 - 1551) - con Dildar Begum.
- Ahmad Mirza - con Gulrukh Begum. Morto bambino.
- Shahrukh Mirza - con Gulrukh Begum. Morto bambino.
- Barbul Mirza - con Maham Begum. Morto bambino.
- Alwar Mirza - con Dildar Begum. Morto bambino.
- Faruq Mirza - con Maham Begum. Morto infante.

### Figlie
Babur aveva almeno nove figlie: 
- Fakhr un-Nisa Begum (1501 - 1501) - con Aisha Begum. Nata e morta a Samarcanda, visse solo quaranta giorni.
- Mehrjahan Begum - con Maham Begum. Morta infante.
- Aisan Daulat Begum - con Maham Begum. Morta infante.
- Masuma Sultan Begum (nata nel 1508) - con Masuma Begum.
- Gulzar Begum - con Gulrukh Begum. Morta infante.
- Gulrukh Begum (morta nel giugno 1539), nota anche come Gulbarg Begum - con Saliha Begum o Dildar Begum. Nota per la sua bellezza, sposò Nuruddin Muhammad Mirza ibn Khwaja Hasan Naqshbandi, viceré di Kannauj, e fu madre di Salima Sultan Begum, moglie prima di Bairam Khan e poi di suo cugino, l'imperatore Akbar. Morì per complicazioni legate al parto quattro mesi dopo la nascita della figlia.
- Gulchehra Begum (1515 - 1557) - con Dildar Begum. Nota anche come Gulchehara, Gulchihra o Gulshara. Si sposò due volte: a fine 1530 con Sultan Tukhta-bugha Khan Chaghatai Mughal, cugino materno di suo padre, rimanendo vedova nel 1533; e nel 1549 con ʿAbbās Sulṭān Ūzbeg. Morì mentre viaggiava verso l'India con sua sorella Gūlbadan e sua cognata Hamida Banu Begum.
- Gulrang Begum - con Dildar Begum. Nel 1530 sposò Isan Timur Sultan, figlio di Ahmad Alaq, zio di suo padre.
- Gulbadan Begum (1523 - 1603) - con Dildar Begum.